# Сенева
Сенева (Сигли) (пол. Syhły) — гірський потік в Україні, у Рожнятівському районі Івано-Франківської області У Галичині. Правий доплив Чечви, (басейн Дністра).

## Опис
Довжина потоку приблизно 7,39 км, найкоротша відстань між витоком і гирлом — 5,45  км, коефіцієнт звивистості потоку — 1,36 . Формується безіменними струмками. Потік тече у гірському масиві Ґорґани.

## Розташування
Бере початок на північному сході від безіменної гори (457,0 м). Спочатку тече на північний захід через змішаний ліс, далі тече на північний схід через село Нижній Струтинь і впадає у річку Чечву, ліву притоку Лімниці.
Населені пункти вздовж берегової смуги: Верхній Струтинь.